# Pixel Watch
Pixel Watch（ピクセル ウォッチ）は、Googleが設計、開発、販売した、Wear OSを搭載する、Pixelブランドのスマートウォッチ。2022年5月のGoogle I/O基調講演で初めて公開され、10月6日のMade by Googleの年次イベントで正式に発表された。同日に予約注文が可能になり、10月13日に9か国で発売された。
後継機種は、2023年に発表されたPixel Watch 2である。

## 概要
円形のドーム型ディスプレイを備えている点と、Googleが2021年に買収したFitbit の機能が統合されている点が主な特徴である。日本版にはFeliCaが搭載され、Suicaを使用した決済が可能となっている。
元々、2016年7月までの間に、2つのPixelブランドのスマートウォッチがGoogleで開発されていたものの、発表にまで至っていなかった。その後、GoogleがFitbitを買収した直後から、再び開発が始まり、Pixel Watchとして結実した。

## 特徴

### デザイン
ドーム型のデザイン、右側面のリューズ、カスタムデザインのバンドに取り付けられた80%リサイクルステンレス製のフレームを備える。18の種類の文字盤が利用でき、これらの文字盤に高度なカスタマイズをすることができる。カラー展開は以下の４種類である。
|                  |                |             |                 |                 |
| ケース           | Champagne Gold | Matte Black | Polished Silver | Polished Silver |
| アクティブバンド | Hazel          | Obsidian    | Charcoal        | Chalk           |

### ハードウェア
Wi-Fiモデルとセルラーモデルの2種類がある。
ケースは直径41mm(1.6インチ)で、Gorilla Glass 5のディスプレイを備えている。搭載チップは、SoCのExynos 9110と Cortex M33 コプロセッサであり、294mAhのバッテリーと2GBのRAM、複数のセンサーを搭載し、ワイヤレス充電に対応している。
USB-C充電メカニズムはCompal Electronicsによるものである。 
湾曲したデザインになっていることから、ワイヤレスでの充電にはGoogle独自の充電器が必要になるが、他のQi充電器や、スマートフォンからのリバースワイヤレス充電を介して、本体を充電することも可能である。
Pixel Watchを購入すると、USB-C 磁気充電ケーブル、クイックスタートガイドとともに、大小2種類のアクティブバンドも初めから同梱されているほか、その他にも、いくつかの独自のバンドを追加で購入できた。バンドは、発売当初の時点では、Googleが設計した独自のものしか使えない仕様だったが、将来的には追加のバンドを開発するために、Googleとサードパーティで提携する予定であるとしていた。
Counterpoint Researchによれば、Pixel Watchのセルラーモデルを製造するのに、推定で123米ドルの費用がかかるとされる。

### ソフトウェア
Pixel WatchはWear OS 3.5をプリインストールしており、OSレベルでFitbitと深く統合されている。また、Google Pixelを含むAndroidスマートフォンとの連携機能を備えていて、Android 8.0以上を搭載するスマートフォンと互換性があるほか、Play ストアでダウンロードできるPixel Watchモバイルアプリが付属している。なお、以前のWear OSスマートウォッチや、Fitbitのウェアラブル端末とは異なり、iPhone（iOS）は非対応となっている。
発売後もアップデートが行われ、2023年2月には転倒検出機能を追加したほか、2023年10月からは、Wear OS 4.0へのアップデートも配信されている。

## 歴史

### 前史
2016年7月、Googleは、Nexusブランドのスマートウォッチを開発していたと伝えられていた。コードネーム「Swordfish」と「Angelfish」という、2つのAndroid Wear搭載スマートウォッチを開発していると噂されていた。しかし、Business Insiderによると、ハードウェアチーフのリック・オスターローが、他のPixelデバイスとうまく適合しないのではという懸念を持ち、同年のMade by Googleの発表イベント前に開発中止された。この時の開発の成果は、最終的にはLGが引き継ぎ、2017年2月にLG Watch StyleとLG Watch Sportとしてリリースされた。また、Android Wearも、2018年3月にWear OSに改称され、同年8月には、Wear OSのエンジニアリングディレクター、マイルズ・バーが、Pixelブランドのスマートウォッチをリリースする可能性を否定した。

### 開発の再開
2019年1月、スマートウォッチメーカーのFossil Groupは、スマートウォッチ技術に関する知的財産の一部をGoogleに4000万ドルで売却し、研究開発チームの一部を譲渡することに合意した。さらには11月、スマートウォッチとフィットネストラッカー大手のFitbitを21億ドルで買収すると発表し、オスターロー・ハードウェアチーフは、これらの買収がGoogleが開発するウェアラブルデバイスへの道を開くと述べた。アメリカ司法省による調査の末、2021年1月に買収が正式に完了し、FitbitはGoogleのハードウェア部門に吸収された。Fitbitの共同創設者、ジェームズ・パークは、Googleのウェアラブル部門の責任者に任命された。
その後の2021年5月、Google I/O基調講演にて、サムスン・Fitbitと共同開発し、Tizenオペレーティングシステムの要素を組み込んだWear OSの新バージョン、Wear OS 3が発表された。10月には、オスターロー・ハードウェアチーフが、GoogleとFitbitがWear OS搭載のスマートウォッチを開発中であることを明らかにした。

### 開発と発表以降
その2ヶ月後、Business Insiderは、Pixelブランドのスマートウォッチ、コードネーム「Rohan」が、丸いベゼルレスデザイン、Fitbitとの統合、独自のウォッチバンド、ヘルストラッキング機能を備えて、2022年のリリースを目指していることを報じた。このデバイスは、Samsung Exynos、またはPixel 6で採用されたばかりだった、Google独自のTensorチップのいずれかが採用されるとしていた。
2022年4月、Google Storeの「Fitbit」カテゴリが「Watches」と改名され、同月にGoogleが「Pixel Watch」の名前の商標を、アメリカ特許商標庁に申請したことから、GoogleによるPixelスマートウォッチの発表が迫っていることを裏付けた。それ以外にも、スマートウォッチの3つのモデルがBluetooth Special Interest Groupによって承認されたり、Pixel Watchのプロトタイプがアメリカのレストランで発見されるなど、徐々に「Pixel Watch」が発表されるであろうことが表面化した。なお、レストランでPixel Watchが発見された事件は、2010年のGizmodoによる、Apple iPhone 4のリークの経緯に類似している。
同年5月11日、Google I/O 2022の基調講演で、オスターロー・ハードウェアチーフにより、Pixel Watchのプレビューが行われた。この発表の後、2022年9月に開催されたCode 2022カンファレンスでは、GoogleのCEOであるサンダー・ピチャイがPixel Watchを着用し、インタービューに応じた。一方で、Googleのジェームズ・パークは、CNETとのインタビューに応じ、Fitbitブランドそのものをやめるつもりはなく、Pixel Watchでは、Google FitアプリとFitbitが共存すると付け加えた。
そして、10月6日、Pixel 7シリーズと同時に正式発表が行われた。この発表までに、なぜそれほどの時間がかかったのかと尋ねられたとき、オスターローはGoogleにPixel Watchのグリーンライトを当てた主な触媒として、Fitbitとその広範な健康プラットフォームの買収を挙げ、同時に、Googleはファーストパーティのウェアラブルにコミットしていると述べた。

## 販売
カナダのPixel 6シリーズのブランドアンバサダーを務めていた、俳優のシム・リウは、2023年5月に、広告会社のCossetteが、Pixel Watchのために制作した広告キャンペーンにも参加した。
日本国内ではGoogle Storeほか、携帯キャリアでは、KDDI(au及び沖縄セルラー)とソフトバンクから販売された。保証はアメリカ、カナダ、日本、台湾、イギリスで1年、EU、オーストラリアで2年に設定されている。

## 評価

### レビューでの反応
Google I/O 2022での、Pixel WatchとPixel Tabletの発表により、The Vergeのジョン・ポーターは、GoogleがAppleの「ウォールドガーデン」戦略のような、微妙なアプローチを取っていると評している。これは、Googleが「Appleの正面競争相手」になることを目指していると信じていたInternational Data Corporationのリサーチディレクター、ラモン・ラマによって繰り返し言及された。
一方、Tom's Guideのケイト・コズッチが、洗練されたビジュアルデザインを賞賛したほか、 The Vergeのヴィクトリア・ソングは、24時間のバッテリー寿命に対する懸念に対して、同様のスマートウォッチと比較すると「まとも」だと述べた。
発売してからは肯定的に受け入れられ、CNETのリサ・エディチッコと、Engadgetのチャーリン・ローは、そのデザインと健康機能を称賛し、特にエディチッコは「FitbitとApple Watchのハイブリッド」になったと評した一方、どちらもバッテリー寿命については批判し、ソングはピクセルウォッチを「良いけれど、まあまあだ」と評価した。Wiredのジュリアン・チョッカトゥは、同じような評価を繰り返した上で、その「正確さ、優雅さ、快適さ」のおかげで、欠点を補ったと述べた。CNN Underscoredのレビュアー、マックス・ブオンドンノは、Pixel Watchの洗練されたデザインとWear OS 3.5のパフォーマンスを賞賛する一方、バッテリー寿命は標準以下であり、画面はの大きさも十分ではないと評した。 The Wall Street Journalのニコール・グエンは、スマートウォッチが特に驚くべきものだとは感じず、いくつかのソフトウェアのバグを指摘したが、最終的にはPixelスマートフォンとの相性の良さを評価した。

### 商業面の評価
アナリスト会社のCanalysは、Googleが2022年第4四半期に、推定880,000個のPixel Watchを出荷し、Fitbit製品を含むGoogleのウェアラブル総売上高の22%を占めていると計算した。Pixel Watchの発売により、Googleはウェアラブル市場シェアの8%を獲得し、4位から、Appleに次いで2位まで16%上昇した。また、Pixel WatchのAndroidアプリは、2023年2月までに50万回以上のダウンロード回数を得ている。